# Peter Viereck
Peter Viereck (ur. 5 sierpnia 1916 w Nowym Jorku, zm. 13 maja 2006) – amerykański poeta nagrodzony nagrodą Pulitzera i myśliciel polityczny. Oprócz tego profesor historii na Mount Holyoke College. Jeśli chodzi o przekonania polityczne, był on konserwatystą.